# Marnix Peeters
Marnix Peeters (15 juli 1965) is een Vlaams auteur en columnist. 

## Biografie
Opgegroeid in Beverlo en wonend in Antwerpen, werkte Peeters in het begin van de jaren 90 als samensteller van het programma Update op Studio Brussel. Hij was tussen 1990 en 1996 muziekjournalist bij het weekblad Humo en lid van de jury van Humo's Rock Rally in 1992, 1994 en 1996. Verschillende van zijn rockinterviews voor Humo (met o.a. Dave Grohl, Rage Against The Machine en Robert Plant) verschenen in buitenlandse muziektijdschriften, in Japan en de Verenigde Staten.   
Nadien werkte hij jarenlang als interviewer en reportagemaker voor de krant Het Laatste Nieuws. Na negen jaar lang een vaste column te hebben geleverd aan de zaterdagbijlage Zeno van de krant De Morgen keerde hij in december 2023 terug naar Het Laatste Nieuws, als columnist.  
Hij publiceerde in kranten en tijdschriften als Oor, Guitar World, Deng, RifRaf, MaoMagazine, Algemeen Dagblad, Goedele, De Morgen en De Morgen Magazine.
In 2011 verscheen het boek God In Vlaanderen bij Uitgeverij Van Halewyck waarin hij met fotograaf Rudi Van Beek de vele verschijningsvormen van de Vlaamse volksdevotie bijeenbracht.
In de zomer van 2012 verscheen bij De Bezige Bij Antwerpen zijn debuutroman De dag dat we Andy zijn arm afzaagden. Onder meer Erik Van Looy, Jan Mulder, Tom Van Dyck en Herman Brusselmans lieten zich lovend uit over deze roman die werd genomineerd voor De Bronzen Uil. In maart 2013 kocht de Italiaanse uitgeverij Elliot Edizioni de vertaalrechten en bracht het in de zomer van 2013 uit als Il giorno che segammo il braccio a Andy.
Tegelijk verscheen bij De Bezige Bij Antwerpen met Natte dozen zijn tweede roman, die nog voor het in de winkels lag voor ophef zorgde doordat de e-versie ervan door Apple in de iTunes-bibliotheek gecensureerd werd (N***e dozen). Na protest van de uitgeverij werd de censuur beëindigd. De roman werd positief onthaald in de pers en haalde na amper een maand al een vierde druk.
In december 2013 maakte de krant De Morgen bekend dat Peeters De Bezige Bij Antwerpen verlaat, en zich bij het fonds van de Amsterdamse uitgeverij Prometheus vervoegt (uitgever van onder anderen Herman Brusselmans, Tom Lanoye en Saskia De Coster). In augustus 2014 verscheen de roman De tenondergang en de ongelooflijke wederopstanding van Eddy Vangelis. In het voorjaar van 2015 publiceerde Hollands Diep, de nieuwe uitgeverij van gewezen Bezige Bij-directeur Robbert Ammerlaan, Peeters' novelle De Trapchauffeur, later op het jaar gevolgd door de roman Niemand hield van Billie Vuist, waarin mensenhandel en sekstoerisme centraal staan. Ter gelegenheid van de lancering van het boek maakte Tom Borremans (bekend van Sociaal Incapabele Michiel uit De Ideale Wereld) een boektrailer.
In het najaar van 2014 nam Peeters deel aan De Slimste Mens ter Wereld op de Vlaamse zender VIER. Hij haalde met vier deelnames de eindweek van de quiz, waarin hij nog eens vier afleveringen lang standhield. In 2016 was hij een van de vijftien Vlaamse 'prominenten' die in Den Haag deelnamen aan het Groot Dictee der Nederlandse Taal. 
In de zomer van 2016 verscheen de roman Kijk niet zo, konijntje, waarin het hoofdpersonage uit Natte dozen, Oscar Van Beuseghem, opnieuw zijn intrede doet. De boektrailer werd dit keer gemaakt door dichter en cineast Jess De Gruyter.
Het Kalmthoutse De Carbolineum Pers bracht in december 2016 Der Pottwal uit, een verhaal dat door Peeters zelf werd geïllustreerd. Het betreft een bibliofiele uitgave, met de hand gezet, op vijftig genummerde en gesigneerde exemplaren. 
De columns die Peeters voor Zeno (De Morgen) schrijft, werden in het voorjaar van 2017 gebundeld in het boek Zei mijn vrouw. Het boek verscheen bij Pottwal Publishers, een nieuw uitgeefproject. Onder die vlag verscheen in september 2017 de roman In elke vrouw schuilt haar moeder, en in het voorjaar van 2018 het kort verhaal Was ik maar Jamal — enkel in e-versie verkrijgbaar via de website van Pottwal. 
In het najaar van 2018 verscheen de roman Ik heb aids van Johnny Diamond. Het boek werd opgedragen aan de overleden Lies Lefever.
Uitgeverij Borgerhoff & Lamberigts publiceerde in februari 2019 Zo donker buiten, een requiem dat Peeters schreef voor zijn moeder Bertha, die een jaar eerder overleed aan alzheimer.
Voor zijn tiende literaire werk vond Peeters opnieuw onderdak bij ontdekker Robbert Ammerlaan, die onder de vleugels van De Arbeiderspers het imprint Het Getij heeft opgezet, dat jaarlijks een beperkt aantal titels zal uitgeven. Oogje. Het kleine meisje uit de Lange Tafelstraat verscheen in september 2020. Een jaar later (oktober 2021) volgde De jacht op Ursula Graurock, een schelmenroman.
In Komt een priester bij Beëlzebub, dat in oktober 2022 verscheen, doet een oude bekende zijn herintrede, pastoor Ambrosius Pelkmans, die een bijrol vertolkte in Niemand hield van Billie Vuist. Hij wordt in de roman gestraft voor zijn euvele daden. Het boek werd opgedragen aan bisschop Roger Vangheluwe die kinderen misbruikte. Voor deze publicatie nam Peeters even afscheid van De Arbeiderspers: de roman verscheen bij Pottwal Publishers en werd zonder inschakeling van het Centraal Boekhuis (CB) aan de kleinhandel geleverd. In een interview met De Standaard der Letteren verklaarde de auteur zijn werkwijze.
In maart 2024 verscheen bij Pottwal Publishers de roman De ontluikende sekslust van Emma Mus (15). In dezelfde maand leverde Peeters het geschenk voor de Vlaamse Boekenweek, Als de liefde faalt. Het was de eerste keer dat koepelorganisatie Boekhandels Vlaanderen voor een eigen cadeau opteerde, in plaats van het Nederlandse Boekenweekgeschenk over te nemen.

### Privé
Marnix Peeters woont in Burg-Reuland, in de Belgische (Duitstalige) Oostkantons. Hij is een broer van radio- en televisiepresentatrice Annemie Peeters.